# Christdemokraten (Finnland)

Altes Logo (2004–2010)

Die Christdemokraten (finnisch Kristillisdemokraatit, KD; schwedisch Kristdemokraterna) sind eine christdemokratisch-konservative politische Partei in Finnland. Die Partei wurde 1958 unter dem Namen «Christlicher Bund Finnlands» gegründet (fin. Suomen Kristillinen Liitto; schwed. Finlands Kristliga Förbund). Sie ging hauptsächlich aus dem christlich geprägten Flügel der Sammlungspartei (Kok) hervor. 2001 erfolgte die Namensänderung zu „Christdemokraten“.
Im April 2018 wurde die Partei Vollmitglied der Europäischen Volkspartei.
Auf Kommunalebene bemühen sich die Christdemokraten um Wahlbündnisse und Listenverbindungen mit anderen Parteien. Der mandatsmäßige Wahlerfolg ist von solchen Allianzen abhängig. Die Partei ist in 300 von 311 finnischen Kommunen mit einem Ortsverband vertreten.

## Ideologie
Die Christdemokraten sind eine konservative, rechts von der Mitte stehende Partei. Allerdings vertritt sie in einigen sozialen Fragen eher links von der Mitte stehende Ansichten.
Das Programm der KD basiert auf dem christlichen Menschenbild. Die Partei betont den christlichen Glauben als Grundlage der politischen Arbeit, die Familie als Kernzelle der Gesellschaft und die Verantwortung für den Frieden. Die KD sprechen sich gegen gleichgeschlechtliche Ehen, Abtreibungen, Sterbehilfe und Scheidungen aus. Auf der anderen Seite fordert die Partei die Achtung der Menschenwürde und soziale Gerechtigkeit.

## Politiker

### Liste der Parteivorsitzenden
- 1958–1964 Olavi Päivänsalo
- 1964–1967 Ahti Tele
- 1967–1970 Eino Sares
- 1970–1973 Olavi Majlander
- 1973–1982 Raino Westerholm
- 1982–1989 Esko Almgren
- 1989–1995 Toimi Kankaanniemi
- 1995–2004 Bjarne Kallis
- 2004–2015 Päivi Räsänen
- seit 2015 Sari Essayah

### Reichstagsabgeordnete 2023/27
Die Reichstagsfraktion besteht aus fünf Abgeordneten: Sari Essayah, Mika Poutala, Päivi Räsänen, Sari Tanus, Peter Östman (Vorsitzender).

## Wahlergebnisse

### Parlamentswahlen
| Jahr | Mandate         | Stimmen         | Prozent         |
| ---- | --------------- | --------------- | --------------- |
| 1958 | 0               | 003.358         | 0,2             |
| 1962 | keine Teilnahme | keine Teilnahme | keine Teilnahme |
| 1966 | 0               | 010.646         | 0,5             |
| 1970 | 01              | 028.228         | 1,4             |
| 1972 | 04              | 065.228         | 2,5             |
| 1975 | 09              | 090.599         | 3,3             |
| 1979 | 09              | 138.244         | 4,8             |
| 1983 | 03              | 090.410         | 3,0             |
| 1987 | 05              | 074.209         | 2,6             |
| 1991 | 08              | 083.151         | 3,1             |
| 1995 | 07              | 082.311         | 3,0             |
| 1999 | 10              | 111.835         | 4,2             |
| 2003 | 07              | 148.987         | 5,3             |
| 2007 | 07              | 134.643         | 4,9             |
| 2011 | 06              | 118.514         | 4,0             |
| 2015 | 05              | 105.022         | 3,5             |
| 2019 | 05              | 120.144         | 3,9             |
| 2023 | 05              | 130.694         | 4,2             |

### Kommunalwahlen
| Jahr | Mandate | Stimmen | Prozent |
| ---- | ------- | ------- | ------- |
| 1972 | 134     | 049.877 | 2,0     |
| 1976 | 322     | 085.792 | 3,2     |
| 1980 | 333     | 100.800 | 3,7     |
| 1984 | 257     | 080.455 | 3,0     |
| 1988 | 273     | 071.614 | 2,7     |
| 1992 | 353     | 084.481 | 3,2     |
| 1996 | 353     | 075.494 | 3,2     |
| 2000 | 443     | 095.009 | 4,3     |
| 2004 | 392     | 094.666 | 4,0     |
| 2008 | 349     | 106.682 | 4,2     |
| 2012 | 300     | 093.257 | 3,7     |
| 2017 | 316     | 105.551 | 4,1     |
| 2021 | 311     | 088.259 | 3,6     |

### Europawahlen
| Jahr | Stimmen | Prozent | Mandate | Abgeordnete         |
| ---- | ------- | ------- | ------- | ------------------- |
| 1996 | 63.134  | 2,8     | 0       |                     |
| 1999 | 29.637  | 2,4     | 1       | Eija-Riitta Korhola |
| 2004 | 70.845  | 4,3     | 0       |                     |
| 2009 | 69.458  | 4,2     | 1       | Sari Essayah        |
| 2014 | 90.347  | 5,2     | 0       |                     |
| 2019 | 89.204  | 4,9     | 0       |                     |

### Präsidentschaftswahlen
| Jahr | Kandidat         | Stimmen | Prozent | Wahlmänner | Platzierung |  | Stimmen | Platzierung |
| ---- | ---------------- | ------- | ------- | ---------- | ----------- |  | ------- | ----------- |
| 1978 | Raino Westerholm | 215 244 | 8,8 %   | 24         | 5.          |  | 25      | 2.          |
| 1982 | Raino Westerholm | 059 885 | 1,9 %   | 0          | 7.          |  | –       | –           |

| Jahr | Kandidat                         | Stimmen | Prozent | Platzierung |
| ---- | -------------------------------- | ------- | ------- | ----------- |
| 1988 | kein Kandidat                    |         |         |             |
| 1994 | Toimi Kankaanniemi               | 31.453  | 1,0 %   | 9.          |
| 2000 | kein Kandidat                    |         |         |             |
| 2006 | Bjarne Kallis                    | 61.483  | 2,0 %   | 6.          |
| 2012 | Sari Essayah                     | 75.755  | 2,5 %   | 8.          |
| 2018 | Unterstützung für Sauli Niinistö |         |         |             |